# کنگره بین‌المللی گیاه‌شناسی

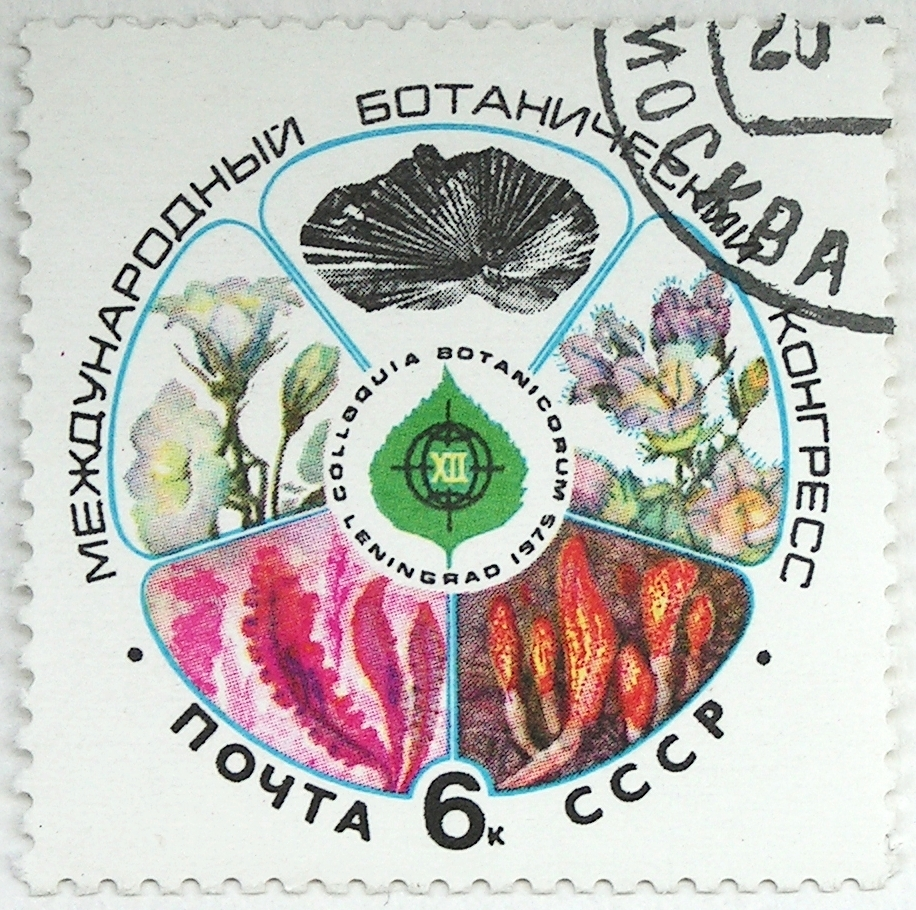
تمبر پستی (اتحادیه شوروی) برای کنگره ۱۹۷۵

کنگره بین‌المللی گیاه‌شناسی International Botanical Congress یک نشست بین‌المللی گیاه‌شناسان در همهٔ زمینه‌های علمی است که توسط گردهمایی بین‌المللی انجمن‌های گیاه‌شناسی و قارچ‌شناسی (IABMS) مجاز است و هر شش سال یکبار برگزار می‌شود و مکان آن بین قاره‌های مختلف چرخش می‌کند. سیستم شماره‌گذاری کنونی کنگره‌ها از سال ۱۹۰۰ آغاز می‌شود. XVIII IBC در ملبورن، استرالیا، ۲۴ تا ۳۰ ژوئیه ۲۰۱۱، و XIX IBC در شنژن، چین، ۲۳ تا ۲۹ ژوئیه ۲۰۱۷ برگزار شد